# Palm Kingdoms
| 2008 | Pocket Heroes 1.0 |
| 2009 | Palm Kingdoms     |
| 2010 |                   |
| 2011 | Palm Kingdoms 2   |

Palm Kingdoms — серия компьютерных игр в жанре пошаговой стратегии, разработанная студией iosoftware, ранее известная, как Pocket Heroes и Palm Heroes. Первая версия Pocket Heroes была разработана Робертом Тарасовым и Антоном Стуком и выпущена в апреле 2006 года. Разработчики данной игры черпали вдохновение из серии игр Heroes of Might and Magic. 

## Игровой процесс
Игровой процесс во многом повторяет игровой процесс серии пошаговых стратегий Heroes of Might and Magic. Как и в играх этой серии, игровой процесс делится на три взаимосвязанных режима: режим путешествий по игровому миру, боевой режим и режим замка.

### Режим приключений

Скриншот Palm Kingdoms 2, показывающий режим приключений

Игрок управляет несколькими «героями», полководцами, возглавляющими армии, с помощью которыми сражается с героями других игроков. Цель игры — победить всех вражеских игроков. Герои могут странствовать по карте, собирать ресурсы, захватывать города, шахты, добывающие ресурсы, участвовать в битвах и получать очки опыта за победу. Получив достаточное количество опыта, герой поднимается на новый уровень. При этом он может усилить один из четырёх первичных навыков (атака, защита, знания и колдовская сила) и получить новый, либо развить старый вторичный навык, который даёт различные бонусы герою в бою или на карте приключений. Герои также могут учить заклинания и применять их в бою или во время путешествий. На заклинания требуются очки маны, при истечении которых герой не может пользоваться магией, пока они не восстановятся. Герой может выполнять различные задания за вознаграждения, а также находить артефакты — предметы, которые дают герою определённые бонусы. За игровые сутки герой со своей армией может пройти строго определённое расстояние, после чего он устаёт. Чтобы герой отдохнул, игрок должен закончить свой ход и передать ход следующему игроку. С завершением хода заканчивается и игровой день, и с наступлением нового хода герои полностью восстанавливают силы и способны вновь отправляться в путь.

### Замки

Экран замка фракции «Чернокнижник». Вверху показан сам город и все его здания, внизу — интерфейс управления гарнизоном замка и войсками героя

У каждого игрока обычно есть один или несколько городов, откуда игроки могут получать войска, ресурсы и новых героев. С помощью заклинания «Городской Портал», игрок может перемещаться в свой ближайший замок. Игроки с особенно высоким уровнем магии (в частности Маги, Некроманты, Чернокнижники и Колдуны) могут выбрать замок, в который хотят переместиться, что крайне сокращает время перемещения на особенно просторных картах. В городе есть множество зданий, которые выполняют разные функции. Между замками, не зависимо от фракций, есть схожести : в каждом есть строения для добычи материалов, сбора денег, доступа к заклинаниям и наемникам. Раз в ход можно построить в каждом городе новое здание, чтобы расширить его функционал: к примеру, увеличить количество денег, что приносит город ежедневно, получить возможность нанимать в данном городе новый вид войск, увеличить количество войск, которые можно нанять раз в неделю, и т. п. Города, как и герои, бывают семи различных фракций: Рыцарь, Варвар, Некромант, Колдун, Чернокнижник, Варяг, Маг. У каждой фракции свои уникальные виды войск и городские строения.

### Боевая система

Битва в игре. В данном случае показана осада города, поэтому на поле боя есть крепостные стены. Ходящий отряд выделен жёлтой подсветкой, тёмным выделены клетки, доступные для перемещения

Герой возглавляет 7 отрядов (в Palm Kingdoms 3 — 6), причём каждый отряд может состоять только из одного вида войск. Бои проходят в пошаговом режиме. Когда наступает ход одного из отрядов игрока, он может приказать ему передвинуться по полю боя, пропустить ход и защищаться, или атаковать вражеский отряд. Непосредственно герои не участвуют в битвах, только войска, которые они возглавляют, однако от героя сильно зависит ход битвы. Во-первых, характеристики героя «атака» и «защита» оказывают влияние на подвластные герою отряды: чем выше атака у героя, тем сильнее атакуют отряды, соответственно, чем выше у героя защита, тем лучше отряд защищён. Во-вторых, показатели морали и удачи значительно увеличивают шансы удачной атаки : высокая «мораль» позволит отряду атаковать 2 раза за ход, а высокая «удача» — наносить двойной урон. В-третьих, герой может повлиять на ход битвы с помощью магии: использовав заклинание, герой может повлиять на ход битвы различным образом, а именно нанести урон вражескому отряду, ослабить вражеский отряд, усилить дружественный или отменить эффект заклинания (дружественного или вражеского). В том случае, если у одной из сторон нет героя (такое возможно, если одна из сторон — монстры, враждебные всем, или гарнизон замка без героя), у неё нет и бонусов атаки и защиты, а также нет возможности пользоваться магии. Виды войск отличаются по своим характеристикам и особенностям: атакой, защитой, максимальным расстоянием, которое отряд может пройти по полю боя за ход, виды войск могут быть ближнего или дальнего боя, способными или неспособными к полёту.

## История разработки и выпуск
Palm Kingdoms была разработана студией iosoftware на базе проекта Pocket Heroes, который в свое время был разработан Робертом Тарасовым и Антоном Стуком из iO UPG. Евгений Иванов, один из разработчиков, который присоединился к проекту позже, утверждает, что Pocket Heroes для мобильной операционной системы Windows Mobile стала его первым проектом, он присоединился к нему, когда уже была выпущена первая версия игры. Разработкой занимается два человека, Иванов и его напарник, а остальные сотрудники работают удалённо. Иванов рассказал, что эта игра стала своего рода попыткой «продолжить с того места, где у NWC все пошло не так и случился HOMM 4». Игровой процесс делался с оглядкой на Heroes of Might and Magic II. iosoftware практически не занимается рекламой и продвижением своих игр, так как считает это бессмысленной деятельностью, тем не менее Palm Kingdoms 2 имеет определённые продажи. Для Palm Kingoms 3 разработчики сделали новый движок, добавили поддержку HD-экранов 4K и 5K, кроме того, планируется добавить режим кампании и встроенный в игру редактор карт. Движок Palm Kingdoms 3 основан на движке Cocos2d, оптимизированный под нужды разработчиков, а сама игра разрабатывается на OS X, здесь же идёт портирование на все прочие платформы. При разработке под Android разработчикам приходится использовать сторонние библиотеки, так как стандартных библиотек в комплекте с операционной системой достаточно мало.

## Отзывы и критика
Серия была тепло принята игровой прессой. Похвал была удостоена передача атмосферы и игрового процесса Heroes of Might and Magic II, но, с другой стороны, критике подверглось отсутствие режима кампании. В обзоре на Pocket Heroes для КПК TamsPPC высказал мнение, то разнообразие ландшафта местности и зданий очень хорошо смотрится, и назвал её «одной из лучших игр», что обозреватель когда-либо видел на карманном ПК. В обзоре на Palm Heroes TouchMyApps описала игру, как «знаменитые „Герои Меча и Магии“ у вас на ладони». Было отмечено, что для казуальных игроков игра может показаться сложной в освоении, но «любой, кто потратит время, чтобы понять её механику, будет вознаграждён сполна буквально сотнями часов игрового процесса». Тем не менее, были жалобы на отсутствие кампаний и раздела помощи, кроме того, было сказано, что карту обучения игре слишком трудно найти с первого раза. My Today Screen счёл, что игра «просто потрясающая», но выразил желание, чтобы были улучшены навигация по карте и экономический аспект игры. Touch Arcade оценил Palm Heroes 2 на 4 балла из 5, прокомментировав, что «единственная жалоба, что у меня есть — отсутствие вменяемого режима кампании». Обозреватель, хотя и поставил отсутствие онлайн-мультиплеера в минус игре, одобрительно высказался о возможности играть нескольким игрокам за одним гаджетом, и назвал его одной из лучших стратегий, что когда-либо появлялись в App Store. К загрузке была порекомендована расширенная Deluxe-версия игры. Palm Kingdoms, как и Palm Heroes, понравилась обозревателю TouchMyApps. Хорошо был оценён значительно улучшенный интерфейс, по мнению автора рецензии, хот всё ещё не идеальный, но намного более интуитивно понятный, чем раньше. The iPhone App Review оценил Palm Heroes 2 Deluxe на 5 звёзд из 5, отметив, что для игры на iPad она очень глубока. По словам разработчиков iosoftware, бывшие сотрудники New World Computing, создатели оригинальной серии Heroes of Might and Magic, знакомы с этой серией игр, и она им даже понравилась.